# Gigwise
Gigwise.com é uma revista online de música fundada em 2001 no Reino Unido. Inicialmente modesto, Gigawise rapidamente se tornou um site de referência em música, disponibilizando resenhas, listagens, entrevistas, biografias e notícias de bandas. Gigawise foi nomeado melhor site de música por Record of the Day em 2006, 2007 e 2008.
O site é dirigido por Simon Perlaki e Andy Day como parte da Gient Network, com Scott Colothan servindo como Editor e Jason Gregory como Editor Assistente.
Em Agosto de 2007, Gigwise anunciou parceria com Lycos Europe, na qual atua como o canal de música da Lycos no Reino Unido.
Às quartas-feiras, Gigawise realiza entrevistas por webchats ao vivo com artistas musicais famosos. Entrevistas passadas incluíram nomes como Jimmy Eat World, Paramore e Kate Nash.

## Páginas externas
- Gigwise.com
- Gient.co.uk
- Lycos Music